# Juan Carlos Huguenin
Juan Carlos Huguenin (Querétaro, 7 de noviembre de 1993) es un actor mexicano, conocido por interpretar a Sammy en la serie de televisión Érase una vez (2017).

## Biografía y carrera
Nacido en Santiago de Querétaro en 1993, Huguenin estudió cine en la Toronto Film School en Toronto, Ontario en 2011. Después estudió Administración de Empresas en la Universidad Iberoamericana de la Ciudad de México, graduándose en 2019.
Comenzó su carrera actuando en cortometrajes como A Done Deal (2013), Los retratos de Simone (2017), Salvando el mundo (2018), El último viaje (2018), Vedanautas (2019) y Alina, 18 (2020). En cine ha aparecido en las películas Los años azules (2017), Fractal (2020) y Corazón de Plata (2024). Apareció como Sammy en la serie televisiva Érase una vez (2017).
Entre otros proyectos se encuentra la miniserie mexicana La Máquina (2024) junto a Gael García Bernal, Diego Luna y Eiza González, y la próxima película dirigida por Angelina Jolie, Without Blood (2024).

## Filmografía

### Cine
| Año  | Título          | Papel            | Notas |
| ---- | --------------- | ---------------- | ----- |
| 2017 | Los años azules | Andrés           | [ 4 ] |
| 2020 | Fractal         | Marco            | [ 5 ] |
| 2024 | Without Blood   | Hombre esperando |       |

### Televisión
| Año  | Título        | Papel           | Notas |
| ---- | ------------- | --------------- | ----- |
| 2017 | Érase una vez | Sammy           |       |
| 2024 | La Máquina    | Memo de la Peña |       |

### Cortometrajes
| Año  | Título                 | Papel    | Notas |
| ---- | ---------------------- | -------- | ----- |
| 2013 | A Done Deal            | Johnny   |       |
| 2017 | Los retratos de Simone | Fernando |       |
| 2018 | Salvando el mundo      | Pedro    |       |
| 2018 | El último viaje        | Sebas    |       |
| 2019 | Vedanautas             |          |       |
| 2020 | Alina, 18              | Isaac    |       |